# Зів Морган
Зів Морган (івр. זיו מורגן; нар. 19 січня 2000) — ізраїльський футболіст, захисник клубу «Хапоель» (Тель-Авів). Виступав також за клуби «Хапоель» (Кір'ят-Шмона) та «ЧФР Клуж».

## Клубна кар'єра
Зів Морган народився 2000 року. Займався в юнацьких командах футбольних клубів «Маккабі» (Хайфа) та «Хапоель» (Кір'ят-Шмона). У професійному футболі дебютував 2019 року виступами за команду «Хапоель» (Кір'ят-Шмона), в якій грав до 2023 року, після чого керівництво клубу віддало футболіста в оренду до румунського клубу «ЧФР Клуж». З 2024 року Морган грає на батьківщині в клубі «Хапоель» (Тель-Авів). Станом на 13 листопада 2024 року відіграв за команду з Тель-Авіва 22 матчі в національному чемпіонаті.

## Виступи за збірні
2017 року Зів Морган дебютував у складі юнацької збірної Ізраїлю, загалом на юнацькому рівні взяв участь у 9 іграх.
Протягом 2021—2023 років Морган залучався до складу молодіжної збірної Ізраїлю. У складі збірної футболіст брав участь у молодіжному чемпіонаті Європи 2023 року, на якому ізраїльська молодіжка дійшла до півфіналу. На молодіжному рівні Морган зіграв у 10 офіційних матчах.